# Herguijuela (kommun)
Herguijuela är en kommun i Spanien.   Den ligger i provinsen Provincia de Cáceres och regionen Extremadura, i den centrala delen av landet, 210 km sydväst om huvudstaden Madrid. Antalet invånare är 362. Arean är 42 kvadratkilometer.
Terrängen i Herguijuela är kuperad åt nordost, men åt sydväst är den platt.